# ヒロラ
ヒロラ（Beatragus hunteri）は、ウシ科に分類される偶蹄類の一種。別名ヒロラダマリスクス。現生種では本種のみでヒロラ属を構成するが、いくつかの化石種が知られている。ケニアのソマリア国境沿にのみ分布している。1888年にハンター・動物学者であるH.C.V. Hunterによって発見された。個体数は世界全体で300-500頭と推定されており、飼育はされていない。国際自然保護連合によると、ヒロラが絶滅した場合、近代人類史上、アフリカ大陸で初めての哺乳類属の絶滅となるという。

## 分類
ハーテビーストやヌー、ダマリスクスなどと同じウシ科のハーテビースト亜科に分類されているが、属以下の分類については議論がある。初めて記載された際にはHunter's hartebeestという一般名が付けられていた。ダマリスクス属に分類され、学名は Damaliscus hunteri であった。ダマリスクスやコリガムダマリスクスの亜種 Damaliscus lunatus hunteri とされたこともあるが、近年は独自の属に分類され、学名も Beatragus hunteri とされている。
核DNAおよびミトコンドリアDNAの遺伝子解析の結果、ヒロラはトピとは別種であり、独自の属に分類されることが支持された。ヒロラはダマリスクス属よりもハーテビースト属に近いことが示されている。ヒロラを独自の属に置くことは、行動観察によっても裏付けられている。多くのウシ科の種では、雄が発情期の雌の尿を嗅いでフレーメン反応を示すが、ダマリスクス属とハーテビースト属ではこの行動は失われている。ヒロラは他の種ほど明白ではないが、フレーメン反応を行う。そのため、これら2属よりも古い系統の遺存種であると考えられている。
ヒロラ属は約310万年前に起源を持ち、エチオピア、ジブチ、タンザニア、南アフリカまで、広い範囲から化石が発見されている。祖先種として前期更新世のBeatragus antiquusが知られている。

## 分布と個体数
自然生息域はケニア・ソマリア国境の1,500km2以下の地域だが、東ツァボ国立公園にも移入個体群が生息している。1970年代の自然個体数は10,000-15,000頭と推定されたが、1983年から1985年の間に85-90%減少した。1995年と1996年に行われた調査では、個体数は500-2,000頭と推定され、最も妥当な推定値は1,300頭であった。2010年の調査では、ヒロラの個体数は402-466頭と推定された。
1982年のソマリアでの調査からソマリアの個体群はケニアへ移動したか、絶滅したと考えられている。1993年における生息数は約2,000頭、1995年における生息数は302頭、1996年における生息数は385頭とされる。
ケニアの東ツァボ国立公園には、1963年と1996年の移送によってヒロラの個体群が定着した。1963年の移送では30頭が放たれ、1995年12月の最初の調査では、ツァボには少なくとも76頭のヒロラが生息していると結論付けられた。8か月後、さらに29頭の移送されたヒロラがツァボに放たれ、そのうち少なくとも6頭は妊娠していた。2000年12月には、ツァボのヒロラの個体数は77頭まで回復し、2011年の個体数は76頭と推定された。
2013年、7つの異なる群れの9頭の個体にGPS付きの首輪が装着され、2014年6月にはケニア北東部に放たれた。これは野生のヒロラにGPS付きの首輪が装着された初めての事例であった。ヒロラの基本的な生態、生活史、移動パターン、個体群動態を理解することを目的としていた。

## 形態

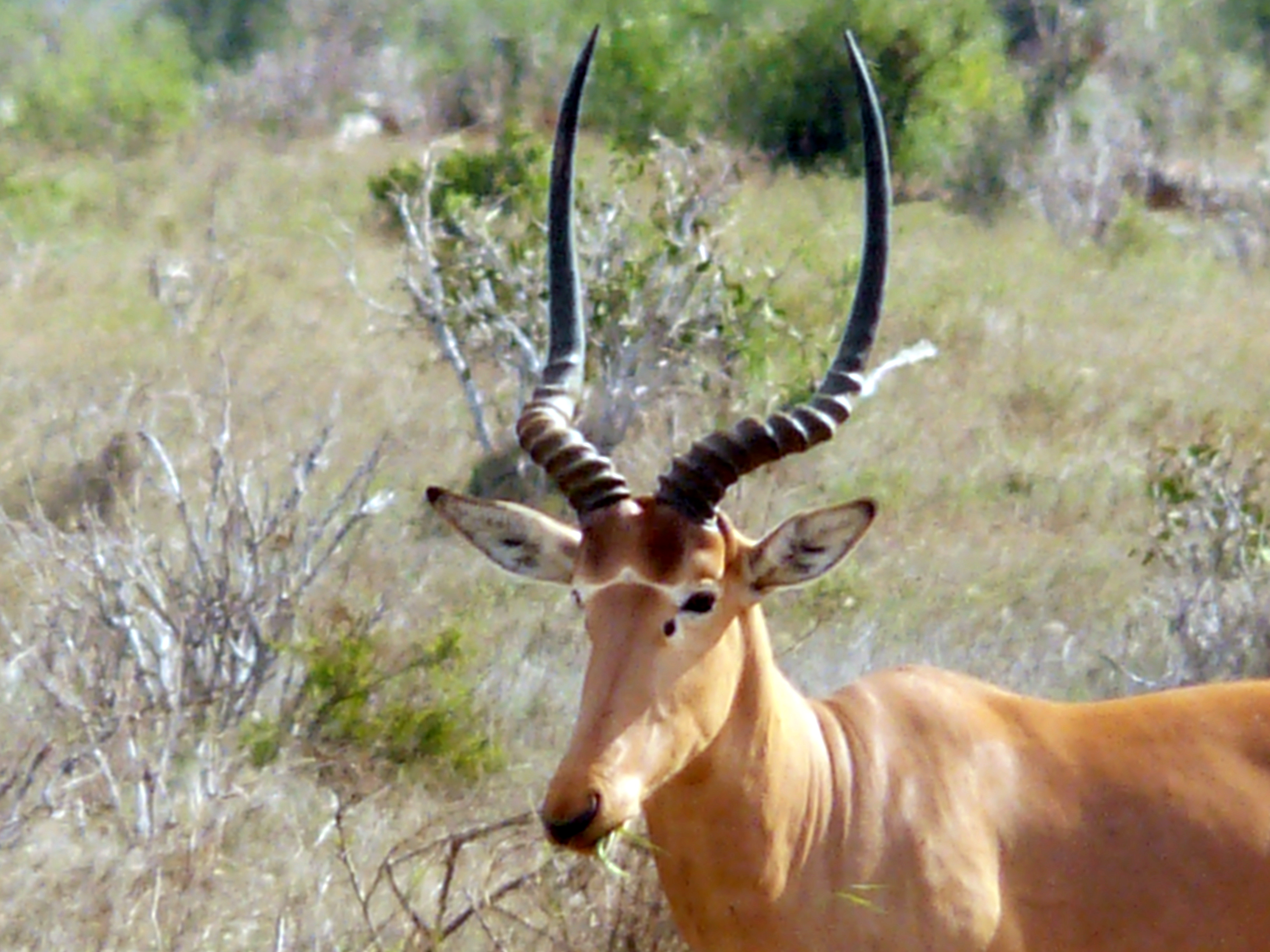
頭部

全身は短い体毛で被われる。背面の毛衣は黄褐色や淡赤褐色、腹面の毛衣は黄白色。尾の先端には白い体毛が総状に伸長する。眼の周囲が白く左右の眼の間には白い横縞が入るため、眼鏡状に見える。角基部がアルファベットの「V」字状に盛り上がる（角座）。角は外側から後方へ湾曲し、先端が上方へ向かう細長い竪琴形。角の先端2/5には節がない。下顎小臼歯は4本。
ヒロラは中型のレイヨウである。内耳は主に白色で、尾は飛節まで伸びる。非常に鋭い竪琴状の角を持ち、基部に角座骨はなく、全長の4分の3にわたって隆起がある。成長するにつれて、角の色は灰色に変化し、隆起の数が増えていく。縄張りを示すために大きく暗い眼窩下洞腺を持っており、英名では「four-eyed antelope (四つ目のレイヨウ)」と呼ばれる。角、蹄、乳房、鼻孔、唇、耳の先端は黒色である。雄雌はよく似ているが、雄はやや大きく、角が太く、毛色が濃い。
体高99-125cm、体重73-118kg、頭胴長120-200cm、角長44-72cm、角の最大外側幅15-32cm、尾長30-45cm、耳長19cm。角の長さが根元から先端まで直接測定されたのか、角の曲線に沿って測定されたのかは明記されていない。

## 生態

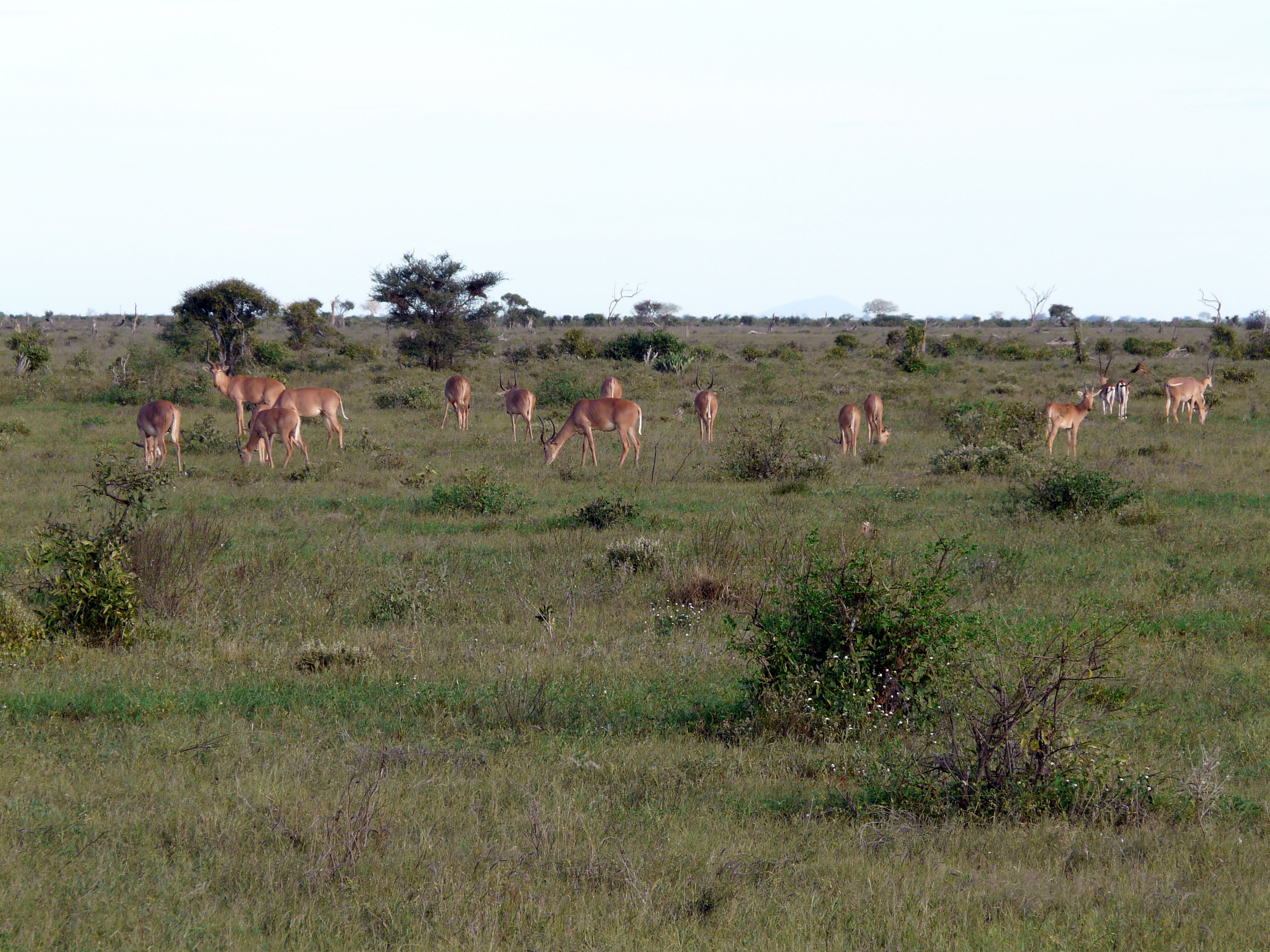
育児群

草や棘のある低木の生えた、標高60-120mのサバンナに生息する。年間降雨量が平均300-600mmの乾燥した環境に適応している。生息地は軽い灌木が生い茂る開けた草原から、低木と木々が散在するサバンナまで様々で、ほとんどの場合土壌は砂質である。乾燥した環境に生息しているが、表層水に依存せずに生存できる。674回の観察のうち、水を飲んでいる場合は10回のみであった。10回の飲水観察はすべて乾季のピーク時に発生した。ヒロラは短い緑の草を好み、674回の観察のうち392回は、水場周辺の短い緑の草を食べていた。この水場との関連が、ヒロラが表層水に依存しているという報告につながった可能性がある。主に15-25頭からなる群れを形成し生活するが、さらに大規模な群れを形成することもある。
主に草を食べるが、乾季には葉が重要な食事となる。葉と茎の比率が高いイネ科植物を好み、オヒゲシバ属とメヒシバ属は重要な食事と考えられている。ヒロラの生態学的要件は珍しいものではなく、ヌー属やダマリスクス属よりも雑食性であると考えられている。数頭のヒロラの消化管を検査した獣医は、ヒロラは乾燥地域のイネ科植物や繊維質を食べることによく適応していると結論付けた。ヒロラは地域に多く生息するイネ科植物を食べており、ヒロラの食生活においては質より量が重要だと考えられている。
オリックス属、グラントガゼル、バーチェルサバンナシマウマ、トピと共存していることが多い。ハーテビースト、アフリカスイギュウ、アフリカゾウを避けている。家畜との直接的な共存を避けているが、放牧地域の短い草を好む。

### 繁殖

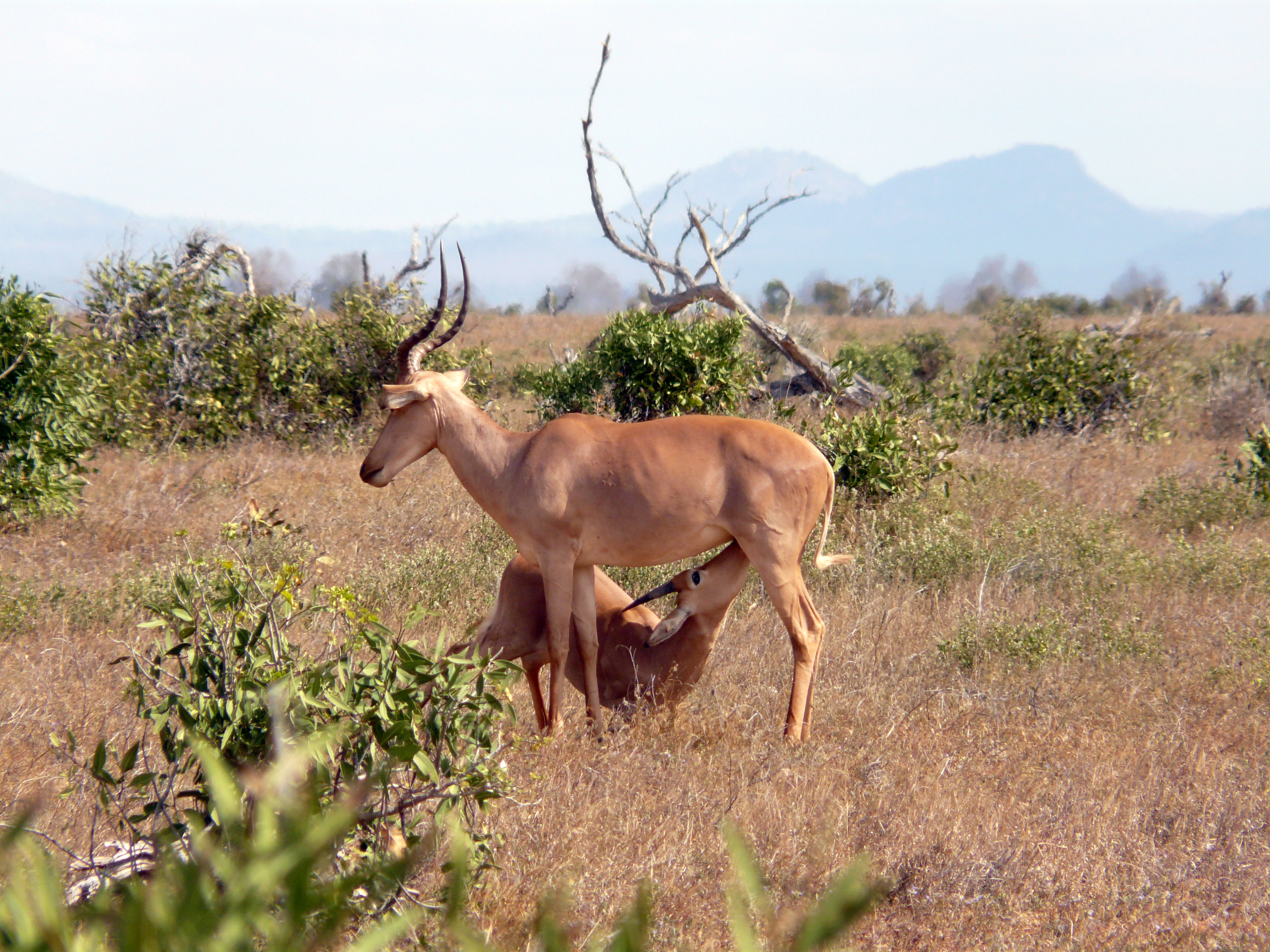
授乳

ヒロラの雌は単独で出産し、最大2ヶ月間群れから離れて過ごすことがあるため、捕食されやすい。最終的に雌は、雌とその子からなる育児群に加わる。平均的な群れの規模は7-9頭であるが、育児群の個体数は5-40頭であり、成熟した雄が同伴する。
若いヒロラは生後9ヶ月頃に育児群を離れ、様々な一時的な群れを形成する。最大3頭の群れで集まり、雌雄混合の場合も、雄または雌単独の場合もある。雄の亜成獣または弱い成獣は、2-38頭の独身群を形成することもある。雌の亜成獣は雄成獣と行動をともにする。他の個体が居ない場合、若い個体はグラントガゼルの群れに加わったり、単独で過ごしたりする。

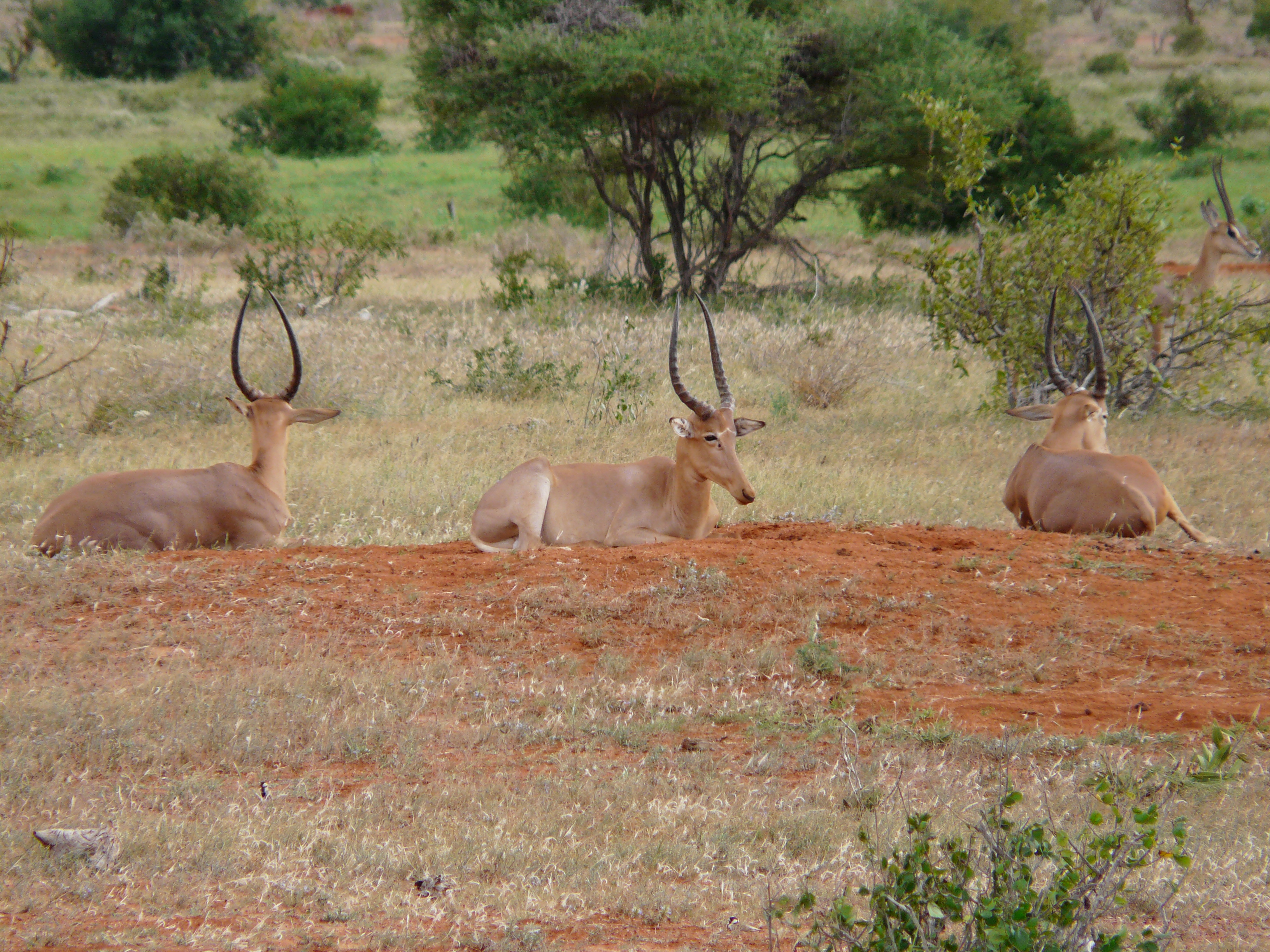
雄の独身群

成熟した雄は、良質な牧草地に縄張りを確保する。これらの縄張りは最大7km2まで広がり、糞、眼窩下洞腺の分泌物、蹄で土を掻くこと、角で植物を踏みつけることでマーキングされる。個体群密度が低い場合、成熟した雄は縄張りの防衛を放棄し、代わりに育児群の後を追うことが示唆されている。育児群は縄張りを守らないが、その行動圏には複数の成熟した雄の縄張りが重なっている。育児群の行動圏の広さは26-164.7km2であり、平均は81.5km2である。
育児群は比較的安定しているが、独身群は非常に不安定で、分裂と融合を繰り返している。1970年代には、ヒロラが乾季に希少かつ空間的に密集した資源を利用するために、最大300頭の群れを形成する様子が観察された。雄の縄張り意識、縄張り意識と交尾の成功率の関連、ヒロラが群れに加わるタイミングと方法、新しい群れの形成プロセスに関しては、まだ情報が不足している。
9月から11月にかけて出産する。1回に1頭の幼獣を産む。野生個体の性成熟年齢と妊娠期間に関するデータは無いものの、飼育下での妊娠期間は約7.5ヶ月で、ある雌は1.4歳で交尾し、1.9歳で出産した。別のつがいは1.7歳で交尾した。飼育下での死亡の主な原因の一つは、雌同士の攻撃を含む、ヒロラ同士の攻撃による傷である。野生での寿命については不明だが、飼育下では15年生きることが知られている。

## 人間との関係
ヒロラの歴史的な減少の原因は不明だが、牛疫などの疾病、狩猟、深刻な干ばつ、捕食、家畜との食料と水をめぐる競争など、様々な要因が組み合わさっていると考えられる。開発による生息地の破壊、食用の狩猟、家畜との競合および感染症の伝播などにより生息数は減少している。同所的に分布し本種に適した開けた環境を提供していたアフリカゾウが、乱獲により地域的に絶滅したことでも生息数が減少した。生息地では食用とされることもある。
家畜が利用する地域を好むため、家畜から結核などの病気が伝染するリスクが高い。密猟の被害に遭いやすく、天敵からの捕食や、トピやハーテビーストなど他の野生草食動物との競争といった自然現象の影響も受けている。近絶滅種に指定されており、野生での個体数は減少し続けている。野生個体数は300-500頭であり、現在飼育されている個体はいない。
最も希少なレイヨウの一種であるにもかかわらず、その保護対策はこれまでほとんど行われてこなかった。アラワレ国立保護区は1973年に小さな保護区として設立されたが、1980年代以降は放置されたままだった。2005年には、イジャラ地区の4つのコミュニティが非営利団体と協力し、イシャクビニ・ヒロラ保護区を設立した。2014年現在、イシャクビニには23km2の柵で囲まれた保護区が建設され、48頭のヒロラが保護区内で順調に繁殖している。